# 布格拉伊
49°31′34″N 27°32′52″E / 49.52611°N 27.54778°E
布赫拉伊（烏克蘭語：Буглаї）是位於烏克蘭西部的村莊，由赫梅利尼茨基州裡赫梅利尼茨基區的舊西尼亞瓦市鎮負責管轄。該村始建於1697年，面積2.14平方公里，海拔高度317米，2001年人口331，人口密度每平方公里154.9人。